# Kolčí přilba

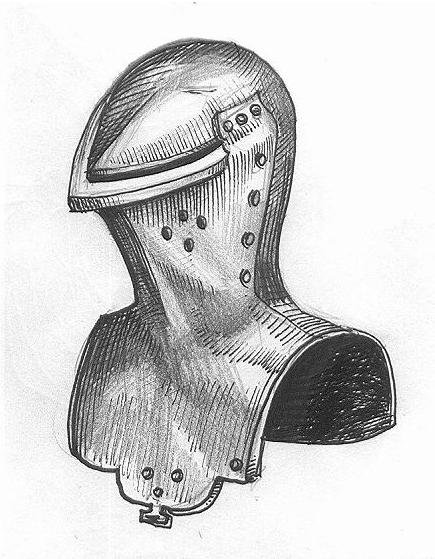
Kolčí přilba

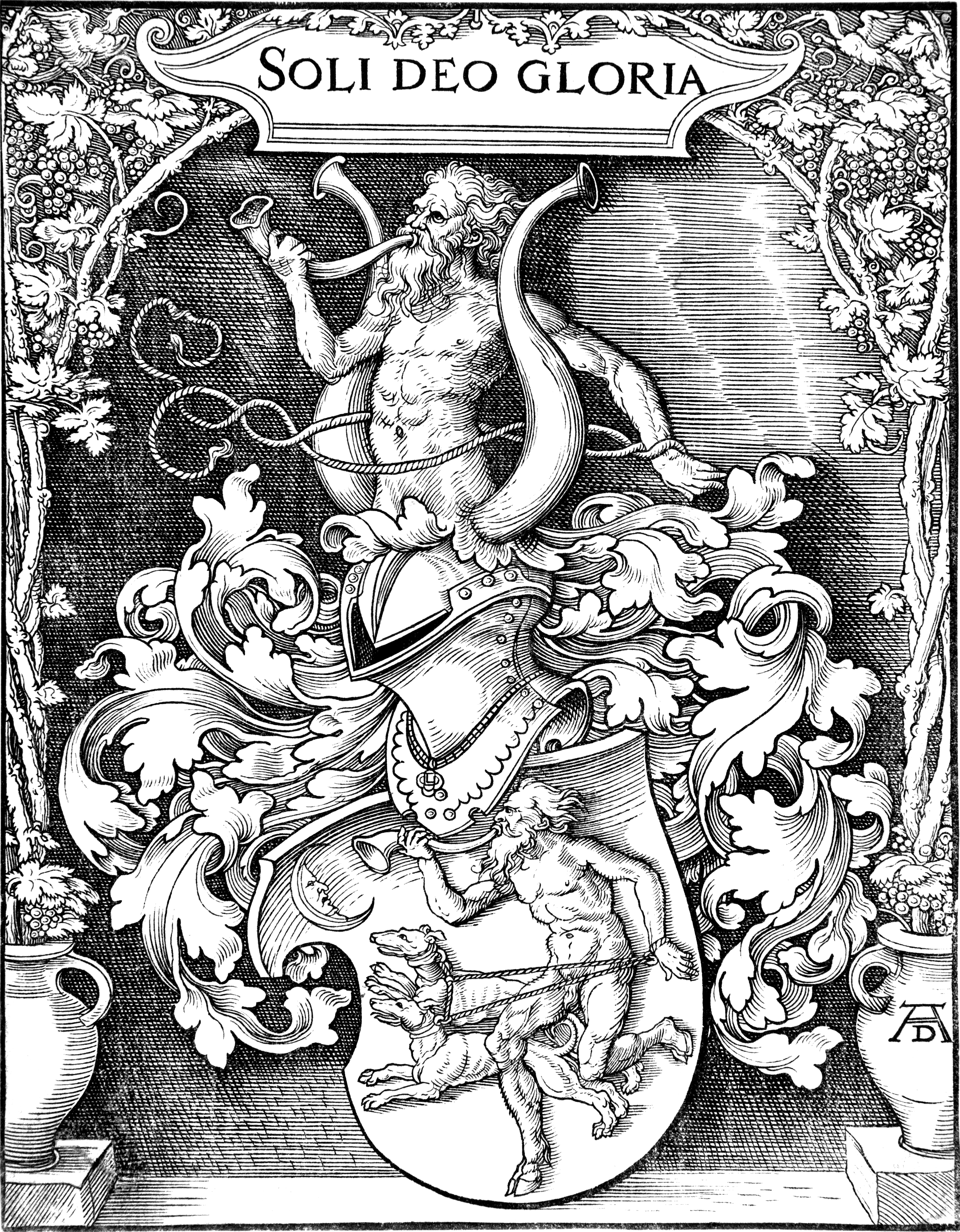
Kolčí přilba posazená na kolčím štítu.

Kolčí přilba je typ evropské jezdecké přilby užívaný koncem 14. století. Zadní část přilby dosedala na záda a přední odklopitelná část se připevňovala na hruď rytíře. Průhled tvořila úzká mezera mezi přední a zadní části přilby, což výrazně zmenšovalo nositeli rozhled, proto byla výhradně používána na kolbištích pro jízdní turnaje. Je to typem poslední tzv. uzavřená přilba. Také se používala „přilba na koleno“, která byla velice podobná této přilbě.

## Heraldika
Tuto přilbu si obvykle majitel nevylepšoval tak jako majitelé přileb hrncové a kbelcové a nebyla zobrazována ani s různými barokními okrasami, které byly přidány k přilbě turnajské. Tuto přilbu nenahradila novější turnajská přilba, ale za Marie Terezie byla určena pouze pro měšťany.
Tato přilba se vyskytuje ve znaku Kasalických z Kasalic.